# Clerodendrum schweinfurthii
Clerodendrum schweinfurthii là một loài thực vật có hoa trong họ Hoa môi. Loài này được Gürke mô tả khoa học đầu tiên năm 1894.

## Hình ảnh

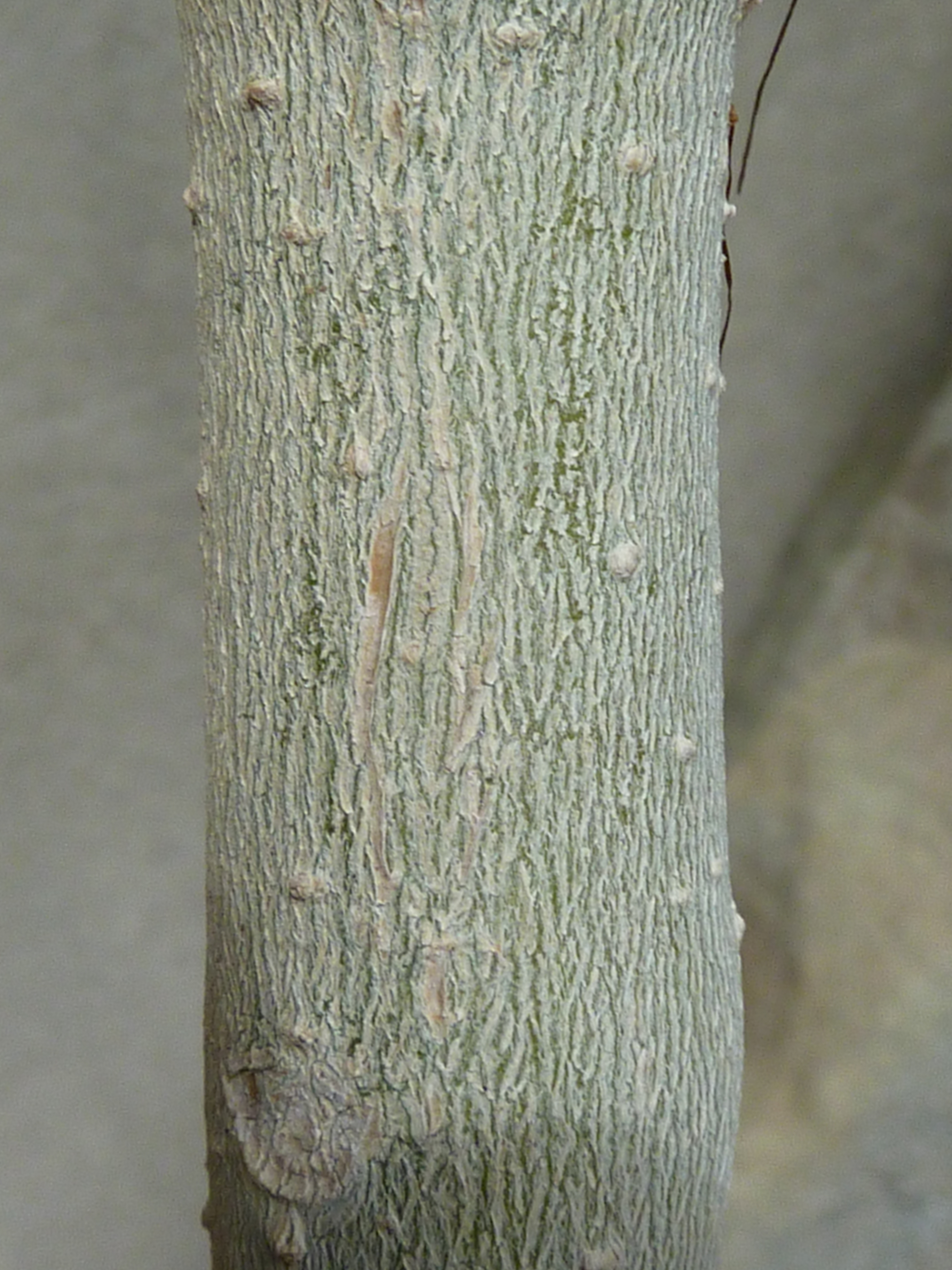
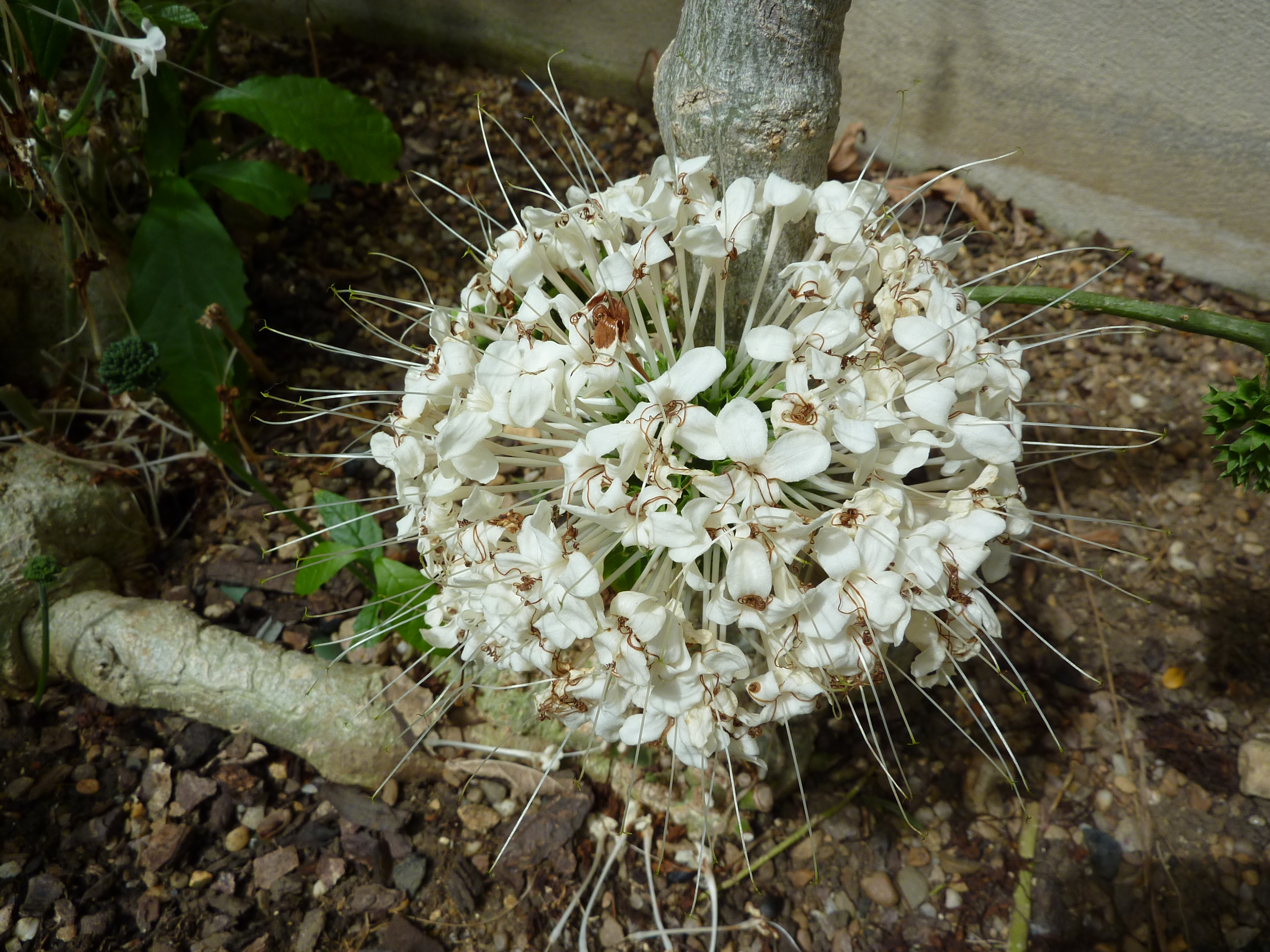
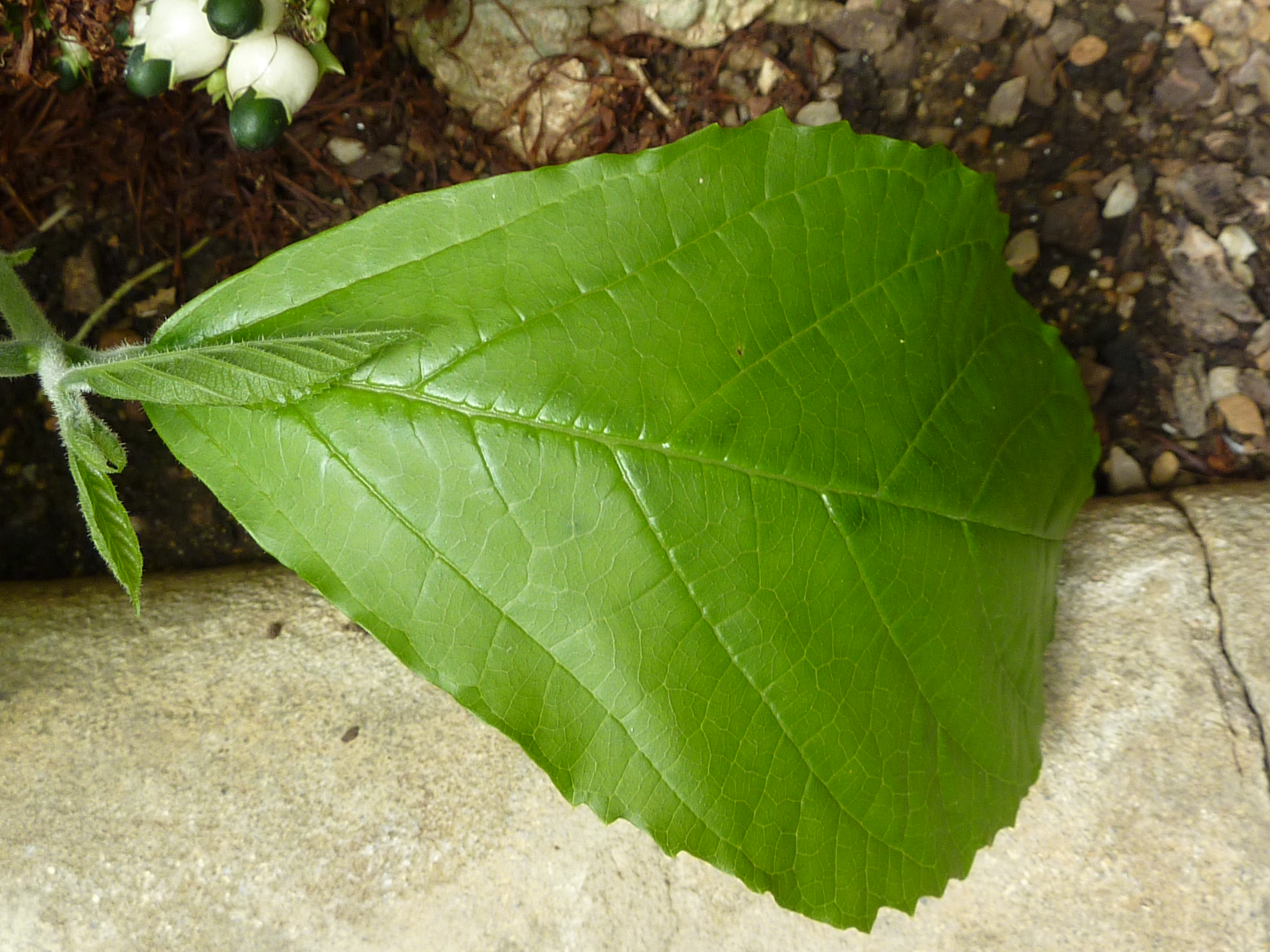
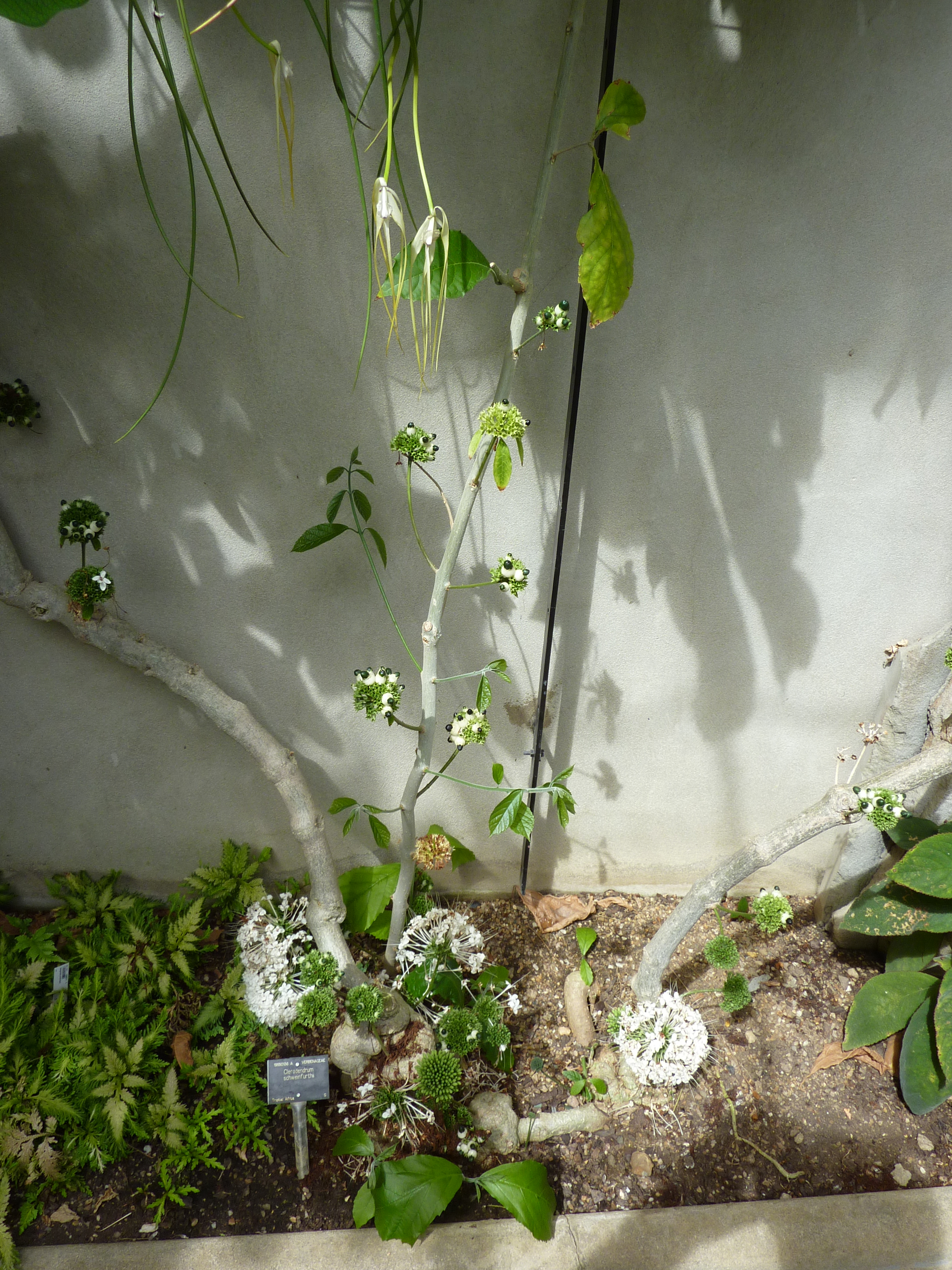